# Dél-kínai-hegyvidék
A Dél-kínai-hegyvidék Kína egyik nagytája. Az ország délkeleti részén, a Jangcétől délre található. Legnagyobb része a kaledóniai hegységképződés során létrejött röghegység. Felszíne erősen tagolt, jellegzetesek gránit sziklacsúcsai, melyek jelentős idegenforgalmat vonzanak a térségbe.

## Elhelyezkedése, részei
Tágabb értelemben Dél-kínai-hegyvidéknek nevezik Kína egész déli területén a Jangcétől a tengerpartig. Szűkebb értelemben azonban csak ennek keleti felét, melyet nem karsztosodott kőzetek építenek fel. Nyugati része ebben a felosztásban a Dél-kínai-karsztvidék elnevezést kapta.
Északnyugati részén található a Vuji-hegység, ahol a Dél-kínai-hegyvidék legmagasabb csúcsa helyezkedik el (2158 m). Keleti tengerpartja meredek, előtte számtalan sziklasziget fekszik, ahol a tenger pusztító hatására látványos abráziós formák alakultak ki. A partot kisebb folyók deltatorkolatai tagolják.

## Kialakulása

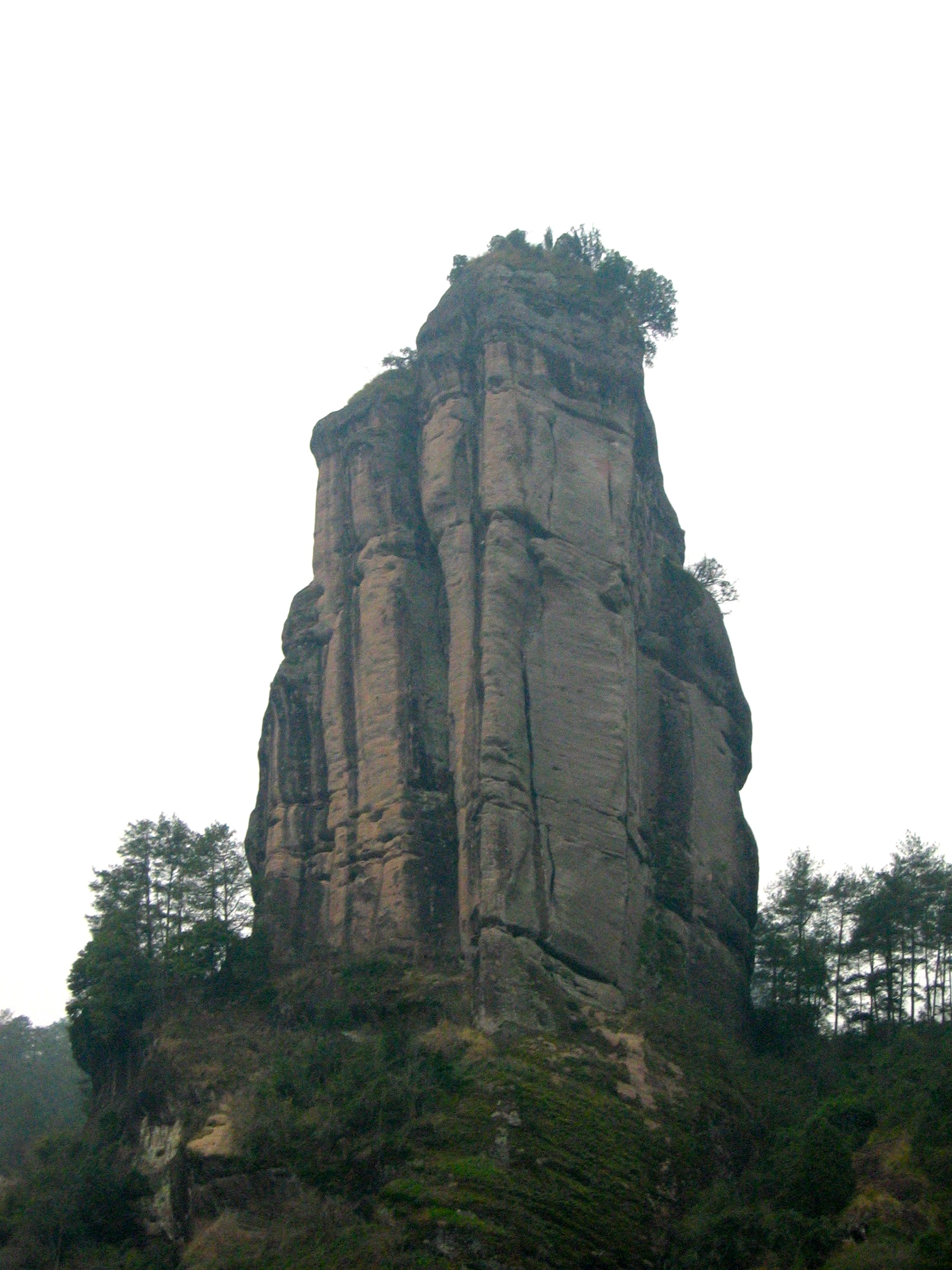
Julu szikla a Vuji-hegységben

A táj alapzata az ős- és előidőben alakult ki (Kínai-masszívum). Ez az ősföld több kisebb mikrokontinensből tevődik össze, a Dél-kínai-hegyvidék alatt található része a Jangce-mikrolemez, mely az óidőben jelentősen megsüllyedt, majd a kaledóniai hegységképződés során újabb területek kapcsolódtak hozzá. Így összekapcsolódott a Kínai-masszívum többi darabjával, például az Amur-mikrolemezzel. A középidőben hatalmas gránitbenyomulások járták át. A középidő végén, a krétában illetve az újidő harmadidőszakában üledékek rakódtak le a területre. Ezekből vöröses homokkő, konglomerátumok és kisebb mértékben mészkő keletkezett. Megindult a terület feldarabolódása: törések, kibillenések és kiemelkedések hatására sakktábla-szerű felszín alakult ki. A felszín mai képe tipikus röghegységi táj, melyet döntően árkos-sasbérces szerkezet jellemez.

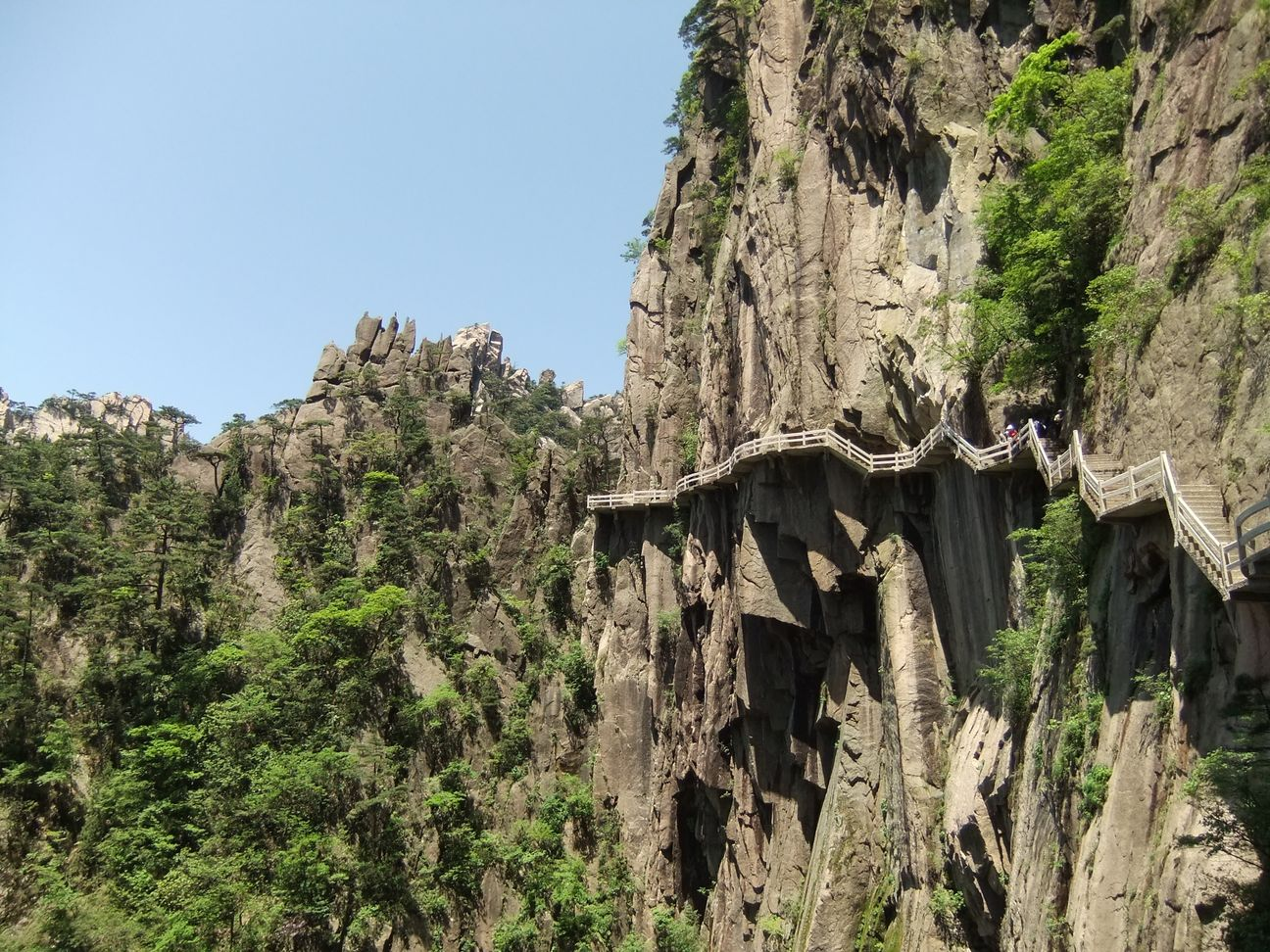
Turistaút a Huang-hegységben

A táj délkeleti részén a gránitnak a jelentős mállás és a hagymahéj-szerű kőzetelválás (exfoliáció) következtében történő átalakulása lekerekített, dóm formájú sziklákat eredményezett. Máshol meredek meredek falú csúcsokká alakult a külső erők pusztításának köszönhetően. Ilyen például a Huang-hegység központi részének 72 tűhegyes csúcsból álló sziklavidéke, mely 1841 méterig emelkedik. Ez Kína egyik leglátogatottabb természeti képződménye. A gránitcsúcsok közötti kisebb-nagyobb medencéket a kőzetek aprózódásával és mállásával keletkezett, vöröses színű törmelék tölti ki. A törésvonalak irányát követve a vonulatok délnyugat-északkelet irányban húzódnak, a tengerpart felé lassan lejtő, kissé aszimmetrikus lépcsőket alkotva.

## Éghajlata
A Dél-kínai-hegyvidék legnagyobb része a mérsékelt övezet meleg mérsékelt (szubtrópusi) övében fekszik. Éghajlata szubtrópusi monszun. 
A tél északon enyhe (januári középhőmérséklet 4°C), délebbre meleg (akár 16°C), itt már csak a magasabb fekvésű területeken fordulnak elő 0°C alatti hőmérsékletek. A júliusi középhőmérséklet északon 24°C, délen 29°C körül alakul, de nem ritkán mérnek 40°C feletti napi maximum-hőmérsékletek is.
A szubtrópusi monszun éghajlat fontos jellemzője, hogy a szél nyáron az óceán felől fúj, ezért a levegő páratartalma jelentős, míg télen a szárazföld belsejéből száraz szél érkezik. A csapadék évi mennyisége 1200-1800 mm között van, többsége a nyári monszun idején (márciustól júniusig) hullik. A táj déli részén a csapadék mennyisége és a csapadékos időszak hossza is nagyobb. A tengerparti területeket gyakran tájfunok veszélyeztetik a július és szeptember közötti időszakban. Ilyenkor még nagyobb a csapadék mennyisége, a heves esőzések pedig komoly károkat okoznak.
A kőzetek lepusztulását előkészítő folyamatok közül nyáron a mállás, a száraz télen a hőaprózódás a jelentősebb. Ezeknek köszönhetően akár több tíz méter vastagságú málladéktakaró jött létre.

## Vízrajza
Csapadékos éghajlata miatt vízhálózata sűrű. Folyóinak futása a szerkezeti törésvonalakat követi. A keresztirányú törések mentén a folyók hátravágódtak és lefejezték a hosszanti völgyben futó nagyobb vízfolyásokat.
Az északi területek folyói a Jangcébe ömlenek (Wu, Xiang, Gan), míg a keletiek (pl. Csientang) a Kelet-kínai-tengerbe tartanak. A Dél-kínai-tenger vízgyűjtőjének folyóit többnyire a Gyöngy-folyó gyűjti össze.

## Növényzete és talajai
A hegyvidékeken dús, örökzöld lombos erdők (gesztenye, bambusz) és fenyőerdők találhatóak. A fákon liánok és egyéb epifiták is előfordulnak. A fakitermelés és a talaj pusztulása miatt csökken az erdővel borított területek nagysága. A medencékben már alig találni természetes növényzetet, mert azt az évezredek óta tartó emberi beavatkozás rizsföldekkel és teaültetvényekkel váltotta fel. Ezek a hegyoldalakon is megjelentek a teraszok kialakításának köszönhetően.
A Dél-kínai-hegyvidék leggyakoribb talajai sárga- és vörös erdei talajok.